# LIVE IN NAEBA'03 -FORMATION LAP-
『LIVE IN NAEBA '03 -FORMATIONLAP-』（ライブ・イン・ナエバ・ゼロサン・フォーメーションラップ）は、日本の音楽ユニットTM NETWORKが2004年2月20日にリリースした映像作品。

## メンバー
- 小室哲哉：キーボード・コーラス
- 宇都宮隆：ボーカル・ギター
- 木根尚登：ギター・キーボード・コーラス

## サポートメンバー
- 葛城哲哉：ギター・コーラス
- 吉田建：ベース

## 解説
2003年9月6日及び9月7日に苗場プリンスホテルにて行われたファンイベントのライブ映像を収録。収録曲の『金曜日のライオン』は翌2004年にリリースされるリメイクバージョン『TAKE IT TO THE LUCKY』として初披露されている他、『Love Train』も同様に(EXTENDED MIX)の流れを汲んでいる。なおこのDVDは一般のCD・レコード店での販売は無く、ファンクラブもしくはライブ会場限定販売となっていたが、2024年1月17日にBlu-ray版が一般販売としてリリースされる。

## 収録曲
1. Nights of The Knife
  - 作詞：小室みつ子　作曲・編曲：小室哲哉
2. Human System
  - 作詞：小室みつ子　作曲・編曲：小室哲哉
3. 金曜日のライオン (Take it to the lucky)
  - 作詞・作曲・編曲：小室哲哉
4. 8月の長い夜
  - 作詞：三浦徳子　作曲・編曲：小室哲哉
5. GIRL
  - 作詞：神沢礼江　作曲・編曲：小室哲哉
6. Carol (Tetsuya Komuro Piano Solo)
  - 作曲・編曲：小室哲哉
7. DREAMS OF CHRISTMAS
  - 作詞：小室哲哉　作曲：小室哲哉・木根尚登　編曲：小室哲哉
8. SEVEN DAYS WAR
  - 作詞：小室みつ子　作曲・編曲：小室哲哉
9. CASTLE IN THE CLOUDS
  - 作詞：小室みつ子　作曲：小室哲哉　編曲：小室哲哉・吉田健
10. Love Train
  - 作詞・作曲・編曲：小室哲哉